# Xích lô (phim)
Xích lô (tiếng Pháp: Cyclo) là tên một bộ phim điện ảnh của đạo diễn người Pháp gốc Việt Trần Anh Hùng. Phim lấy bối cảnh chủ yếu ở Thành phố Hồ Chí Minh, Việt Nam, với dàn diễn viên chủ yếu là người Việt, ngoài ra còn có sự tham gia của ngôi sao điện ảnh Hồng Kông Lương Triều Vỹ. Cảnh trong phim được quay phần lớn tại Thành phố Hồ Chí Minh và Hồng Kông với sự hợp tác sản xuất của hãng phim Giải Phóng và Salon Films Studio (Hồng Kông).
Phim đã xuất sắc đoạt giải Sư tử vàng cho Phim hay nhất tại Liên hoan phim Venice vào năm 1995.
Năm 1995, phim bị cấm chiếu tại Việt Nam. Thời điểm đó, việc phim bị cấm đã gây nên nhiều phản ứng trong nội bộ giới chuyên môn điện ảnh. Đến nay, không ít người cho trong giới cho rằng trường hợp Xích lô là "án oan" đối với một tài năng điện ảnh như Trần Anh Hùng.

## Nội dung
Nhân vật chính của phim là Xích Lô (Lê Văn Lộc đóng). Xích Lô vốn là một thanh niên chất phác, mồ côi cha mẹ, anh làm nghề lái xích lô kiếm sống tại Sài Gòn. Xích Lô ở trong một căn hộ rách nát với gia đình gồm chị (Trần Nữ Yên Khê), một người em gái đang đi học và ông nội làm nghề vá xe đạp trên phố.
Một hôm, trong lúc đi tiểu tiện vỉa hè, chiếc xích lô mà Xích Lô mượn của bà Buồn (Như Quỳnh) bị cướp. Trong lúc bế tắc vì nợ nần, anh chấp nhận đi theo băng đảng của bà Buồn và tay tình nhân của bà ta (Lương Triều Vĩ) cướp của trả nợ. Sau khi được tiếp tay, Xích Lô liền xin gia nhập băng này. Theo băng đảng, Xích Lô phạm nhiều tội ác ghê gớm: cướp của, giết người, phá hoại công lương... Từ đó anh phải sống trong sự dằn vặt và sợ hãi, nhiều lần tính chuyện rút chân khỏi băng đảng nhưng đều thất bại.
Cầm đầu băng đảng này là Nhà Thơ (Lương Triều Vĩ đóng), y là một kẻ gian ác đồng thời là một nhà thơ, là người yêu của chị gái Xích Lô. Y cũng là người dụ dỗ chị gái Xích Lô trở thành gái mại dâm, phục vụ cho nhiều nhân vật bệnh hoạn: một lão già thích xem đàn bà đái (Mạc Can đóng), 1 lão thích sơn móng chân cho đàn bà, 1 thanh niên thích còng tay đàn bà (Lê Tuấn Anh đóng), với điều kiện do Nhà Thơ đặt ra là không được làm tổn hại đến trinh tiết của cô ta.
Câu chuyện cứ thế tiếp diễn, đến một hôm chị gái của Xích Lô bị gã thanh niên thích xem đàn bà bị còng làm mất trinh, Nhà Thơ lẳng lặng giết chết người thanh niên, còn Xích Lô đang bị băng đảng của Nhà Thơ dụ dỗ dùng thuốc kích thích lấy tinh thần đi cướp.
Đêm 30 Tết, trong khi cả thành phố đang nhộn nhịp đón giao thừa, thằng Điên, đứa con trai bị thiểu năng trí tuệ của bà Buồn bị xe cán chết, đồng thời Nhà Thơ cũng tự thiêu mình trong những tâm ý đầy mâu thuẫn và Xích Lô, dùng súng mà băng cướp đưa cho tự làm mình bị thương trong cơn say ma túy đến ngất đi trong vũng sơn.
Sau đêm giao thừa, mọi thứ trở lại trật tự của nó. Xích Lô khi tỉnh dậy được cho rời khỏi băng đảng vì bà Buồn mất con gần như hóa điên. Anh về với nghề đạp xích lô. Người chị trong lúc đi chùa đã bị mất di ảnh cuối cùng của Nhà Thơ, cũng trở về nhịp sống cũ. Đoạn cuối phim Xích Lô có nhắc đến con mèo, nói rằng: "nó còn đẹp hơn trước lúc nó đi lạc". Phim kết thúc trong bản hợp tấu đàn manđôlin của một lớp tiểu học: Rửa mặt như mèo.

## Diễn viên
- Lê Đình Húy trong vai ông Nội
- Lê Văn Lộc trong vai Xích Lô
- Lương Triều Vỹ trong vai Nhà Thơ
- Trần Nữ Yên Khê trong vai Chị
- Như Quỳnh trong vai Bà Chủ
- Nguyễn Hoàng Phúc trong vai Răng
- Ngô Vũ Quang Hải trong vai Dao
- Nguyễn Tuyết Ngân trong vai Người Phụ Nữ Hạnh Phúc
- Đoàn Việt Hà trong vai Người Phụ Nữ U Sầu
- Bùi Hoàng Huy trong vai Đứa Con Điên
- Võ Vĩnh Phúc trong vai Bạn Của Xích Lô
- Lê Đình Huy trong vai Người Ông
- Phạm Ngọc Liễu trong vai Em Gái
- Lê Tuấn Anh trong vai Người Đàn Ông Bị Còng Tay
- Lê Công Tuấn Anh trong vai Vũ Công Say Rượu
- Nguyễn Văn Đây trong vai Người Đàn Ông Hát Ru
- Bùi Thị Minh Đức trong vai Mẹ Của Nhà Thơ
- Trịnh Thịnh trong vai Người Bái Vật Chân
- Nguyễn Đình Thơ trong vai Ba Của Nhà Thơ
- Nguyễn Việt Thắng trong vai Cảnh Sát Kiểm Tra Chất Kích Thích Cocaine
- Thanh Lam trong vai Ca Sĩ
- Gia Khoan trong vai Quan Chức Chính Phủ
- Huang Kiem trong vai Người Đàn Ông Ở TAK-47
- Mạc Can trong vai Người Đi Tiểu Nhiều
- Chu Hùng trong vai Kẻ Cướp Tiền
- Trần Mạnh Cường trong vai Người Đàn Ông Trong Quán Rượu
- Trần Quốc Hùng trong vai Khỉ Đột
- Võ Thế Vỹ trong vai Sách Vũ Công 2
- Trương Thanh Nghi trong vai Nạn Nhân Của Bài Hát Ru
- Phạm Hải Trường trong vai Trưởng Sứ Mệnh Cho Gạo
- Ánh Hoa trong vai Người Hầu Của Ông Chủ
- Trần Lộc trong vai Lính Cứu Hỏa
- Trần Minh Tuấn trong vai Ông Già
- Nguyễn Văn Tùng trong vai Người Bán Xăng Dầu
- Phạm Duy Hương trong vai Ông Già
- Lê Thái Ngọc Hoan trong vai Đứa Trẻ Ở Đài Phun Nước
- Bá Phan Châu Toàn trong vai Khách Hàng Ngủ Trưa
- Đặng Minh Châu trong vai Bạn Của Xích Lô
- Trần Văn Lợi trong vai Bạn Của Xích Lô
- Lê Anh Sơn trong vai Bạn Của Xích Lô
- Phạm Văn Nhân:Người Bị Bệnh Đậu Mùa
- Đặng Văn Đức trong vai Người Bị Bệnh Đậu Mùa
- Trần Nhật Vũ trong vai Người Bị Bệnh Đậu Mùa
- Nguyễn Hữu Châu trong vai Người Bị Bệnh Đậu Mùa
- Thái Ông Lài trong vai Người Bị Bệnh Đậu Mùa

Những nhân vật trên đều không có tên chỉ gọi theo hành động, việc làm, vai trò của nhân vật

### Thông tin diễn viên
Lê Văn Lộc (vai chính Xích Lô) vốn là một tay lơ xe 20 tuổi sống ở Quảng Ngãi. Anh được đạo diễn Trần Anh Hùng chọn trong một lần chạy xe 67 đi ngang qua đoàn làm phim. Sau khi đóng phim này, Lộc cho biết anh sẽ đem tiền về quê học nghề lái xe, chứ không dám đóng phim nữa

## Lời thoại và nhạc phim
Do Trần Anh Hùng không thông thạo tiếng Việt nên ông đã mời nhà thơ Nguyễn Trung Bình hợp tác trong việc viết lời thoại phim. Nhà thơ cũng là người đã sáng tác 3 bài thơ cho Nhà Thơ (Lương Triều Vĩ thủ vai) đọc trong những phút ngẫu hứng. Tuy bộ phim lấy bối cảnh Sài Gòn, phần lớn các nhân vật chính trong phim đều nói giọng Hà Nội.
Phần nhạc trong phim do nhạc sĩ Tôn Thất Tiết soạn, ông Tiết cũng là người viết nhạc cho Mùi đu đủ xanh. Với phim này ông đã được trao giải thưởng George Delerue 1995 về nhạc phim hay nhất.
Một số bài hát được sử dụng trong phim: 
- "Nắng chiều" (Lê Trọng Nguyễn), 2 người cụt chân hát trong quán nhậu.
- "Ru con" (Dân ca), tên cướp hát trong căn phòng tối trước khi tử hình kẻ thù.
- "Thằng Bờm" (Dân ca), bà chủ hát ru đứa con điên.
- "Làng tôi" (Văn Cao), cô gái điếm hát tại phòng của Nhà Thơ.
- "Bắc kim thang" (Dân ca Nam bộ), bọn trẻ trong lớp tiểu học hát.
- "Em ơi Hà Nội phố" (Phú Quang), ca sĩ Thanh Lam hát ở quán nước.
- "Creep" (của Radiohead), phát trong vũ trường.

## Liên kết
- Những đặc sắc trong thiết kế âm thanh phim "Xích lô" Lưu trữ ngày 30 tháng 8 năm 2008 tại Wayback Machine - trên trang VnMedia.